# Xanoméline/chlorure de trospium
La xanoméline/chlorure de trospium, vendue sous le nom de marque Cobenfy, est une association médicamenteuse à dose fixe utilisée pour le traitement de la schizophrénie. Il renferme de la xanoméline, un agoniste muscarinique, ainsi que du chlorure de trospium, un antagoniste muscarinique. La xanoméline agit préférentiellement sur les récepteurs muscariniques M4 et M1, tandis que le chlorure de trospium est un antagoniste muscarinique non sélectif.
Les effets indésirables les plus fréquents de l'association xanoméline/chlorure de trospium incluent des nausées, des troubles digestifs tels que l'indigestion, la constipation et la diarrhée, ainsi que des vomissements. D'autres effets rapportés sont l'hypertension, les douleurs abdominales, la tachycardie (accélération du rythme cardiaque), les étourdissements et le reflux gastro-œsophagien.
En septembre 2024, son utilisation à des fins médicales a été approuvée aux États-Unis,. C'est le premier antipsychotique approuvé par la Food and Drug Administration (FDA) des États-Unis pour le traitement de la schizophrénie qui agit sur les récepteurs cholinergiques, contrairement aux antipsychotiques traditionnels qui ciblent principalement les récepteurs de la dopamine, longtemps considérés comme la norme thérapeutique,. La FDA le considère comme un médicament de première classe.

## Utilisations médicales
La xanoméline/chlorure de trospium est indiquée pour le traitement de la schizophrénie chez l'adulte,. Il a été approuvé par la FDA en septembre 2024 pour cette indication,. L'innocuité et l'efficacité de ce médicament chez les enfants ne sont pas établies.

## Effets indésirables
Les informations de prescription de la Food and Drug Administration (FDA) des États-Unis concernant cette association mettent en garde contre le risque de rétention urinaire, d'accélération du rythme cardiaque, de réduction de la motilité gastrique, ainsi que d'un œdème de Quincke, pouvant se manifester par un gonflement du visage et des lèvres.
Les effets secondaires les plus courants du Cobenfy (xanoméline-trospium) observés lors des essais cliniques concernent principalement le système gastro-intestinal, avec des nausées (17-19,2 %), des vomissements (9-16 %), une constipation (12,8-17 %), une dyspepsie (9-16 %) et des épisodes de diarrhée. D'autres effets fréquemment signalés incluent une sécheresse buccale (9 %), une hypertension, des douleurs abdominales, une accélération du rythme cardiaque (tachycardie), des étourdissements et des brûlures d'estomac (reflux gastro-œsophagien). Ces effets indésirables étaient généralement d'intensité légère à modérée, survenaient principalement au cours des deux premières semaines de traitement et avaient tendance à diminuer avec le temps,,,.
Des effets indésirables moins fréquents mais potentiellement graves incluent, en plus de ceux qui furent mentionnés plus haut, une hypotension orthostatique et des effets sur le système nerveux central, tels que la confusion. Le Cobenfy peut également poser des problèmes chez les personnes souffrant d’affections hépatiques ou rénales, de troubles des voies biliaires et de la vésicule biliaire, et il peut augmenter le risque de glaucome à angle fermé. Dans de rares cas, il peut provoquer des réactions allergiques sévères, qui peuvent se manifester sous la forme d'un œdème de Quincke. Il convient de noter que le Cobenfy a montré des taux similaires de symptômes extrapyramidaux par rapport au placebo (2 % contre <1 %) et n'a pas entraîné de prise de poids significative ni de changements métaboliques dans les études à long terme, 65 % des patients ayant observé une perte de poids sur 52 semaines,,.

## Mécanisme d'action
Les données précliniques suggèrent que le mécanisme d'action central de la xanoméline est principalement induit par la stimulation des récepteurs muscariniques M4 et M1 dans le cerveau. Les récepteurs muscariniques M4 sont principalement exprimés dans le mésencéphale, une zone qui régule la planification motrice, l’action, la prise de décision, la motivation, le renforcement et la perception des récompenses. Quant aux récepteurs muscariniques M1, ils sont majoritairement présents dans les régions corticales cérébrales, qui sont impliquées dans les processus cognitifs supérieurs tels que le langage, la mémoire, le raisonnement, la pensée, l’apprentissage, la prise de décision, les émotions, l’intelligence et la personnalité. Contrairement aux médicaments antipsychotiques qui bloquent directement les récepteurs de la dopamine D2 et de la sérotonine 5-HT2A, la stimulation des récepteurs M4 et M1 rétablit indirectement l'équilibre des circuits dopaminergiques et glutamatergiques impliqués dans les symptômes des troubles neurologiques et neuropsychiatriques, comme la schizophrénie et la maladie d'Alzheimer. Selon des études pharmacologiques et génétiques précliniques, les récepteurs M4 semblent influencer à la fois les symptômes psychotiques et cognitifs, tandis que les récepteurs M1 modulent principalement les symptômes cognitifs, tout en régulant de manière plus modeste les symptômes psychotiques,.
Le chlorure de trospium est un antagoniste muscarinique non sélectif, mais ne traverse pas la barrière hémato-encéphalique. En conséquence, il est capable de contrer les effets secondaires périphériques de la xanoméline causés par l'activation des récepteurs M4 et M1 sans affecter le système nerveux central.

## Histoire
La xanoméline/chlorure de trospium a été synthétisée pour la première fois grâce à une collaboration entre les sociétés pharmaceutiques Eli Lilly et Novo Nordisk, dans le but de ralentir le déclin cognitif chez les personnes atteintes de la maladie d'Alzheimer. Lors d'une étude de phase II, des améliorations significatives de la cognition ont été observées chez les patients souffrant de la maladie d'Alzheimer, accompagnées de réductions surprenantes des symptômes psychotiques. Dans une étude de suivi contrôlée par placebo réalisée sur des participants souffrant de schizophrénie résistante au traitement, une activité antipsychotique comparable a été observée avec la xanoméline. Cependant, les effets secondaires liés à l'activité cholinergique ont freiné le développement de la xanoméline dans les essais de phase III.
La xanoméline/chlorure de trospium a été licenciée à Karuna Therapeutics en 2012, et KarXT a été développé par la suite sous forme de formulation à double médicament, en y ajoutant du trospium. Le trospium est un bloqueur des récepteurs muscariniques non sélectif et non pénétrant dans le cerveau, qui peut réduire les effets secondaires périphériques de la xanoméline. Dans un essai clinique de phase II contrôlé par placebo mené en 2021, KarXT a atteint le critère principal d’évaluation. En mars 2023, Karuna Therapeutics a annoncé que KarXT avait satisfait au critère principal d’évaluation dans l’essai de phase III EMERGENT-3 et qu'elle soumettait le médicament à l'approbation de la Food and Drug Administration (FDA) des États-Unis. En novembre 2023, la FDA a commencé son examen et a fixé la date d'approbation prévue (date de la loi PDUFA pour Prescription Drug User Fee Act) à septembre 2024.
L'efficacité de la xanoméline/chlorure de trospium dans le traitement de la schizophrénie chez les adultes a été examinée dans deux études au design identique. L'étude 1 (NCT04659161) et l'étude 2 (NCT04738123) étaient des études multicentriques, randomisées, en double aveugle et contrôlées par placebo, d'une durée de 5 semaines, menées auprès d'adultes ayant reçu un diagnostic de schizophrénie selon les critères du DSM-5,. Le principal critère d'évaluation de l'efficacité était le changement par rapport à la valeur initiale du score total de l'échelle des syndromes positifs et négatifs (PANSS) à la semaine 5. Le PANSS est une échelle de 30 questions qui mesure les symptômes de la schizophrénie. Chaque élément est évalué par un clinicien sur une échelle de sept points. Dans les deux études, les participants ayant reçu de la xanoméline/chlorure de trospium ont connu une réduction significative des symptômes entre le début et la semaine 5, telle que mesurée par le score total PANSS par rapport au groupe placebo. La FDA a accordé l'approbation de Cobenfy à Bristol-Myers Squibb.

## Société et culture

### Statut juridique
La xanoméline/chlorure de trospium a été approuvé pour un usage médical aux États-Unis en septembre 2024,.

### Économie
En 2024, Bristol Myers Squibb a acheté Karuna Therapeutics pour 14 milliards de dollars. Bristol Myers Squibb a fixé le prix de gros du combo à 1 850 $ par mois,.

## Recherche

### Forme injectable à action prolongé
Une formulation injectable à libération prolongée (LAI) de xanoméline/chlorure de trospium est actuellement en développement pour le traitement de la schizophrénie,. Il est développé par Terran Biosciences sous le nom de code de développement TerXT ou TerXT-LAI,. La formulation comprend un promédicament de xanoméline et un promédicament de chlorure de trospium, et devrait offrir une durée d'action de plusieurs mois. En mai 2024, TerXT est en phase de développement préclinique.